# K League 1
La K League 1 (en hangul: K리그1), anteriormente conocida como K League, es la máxima categoría masculina de fútbol profesional en el sistema de ligas de Corea del Sur, adscrita a la Confederación Asiática de Fútbol.
Desde su fundación en 1983 como la primera liga profesional de Asia, la K League 1 ha contado con distintos modelos de competición. En el actual cada temporada se celebra entre los meses de marzo y octubre, con la participación de doce clubes que juegan entre sí todos contra todos. En 2013 se introdujo un sistema de ascensos y descensos con la creación de la segunda división (K League 2).

## Historia

### Creación de la liga coreana profesional
Antes de la creación de este sistema, Corea del Sur celebraba solo campeonatos de fútbol empresariales y universitarios. Para desarrollar este deporte y a su selección nacional, la Asociación de Fútbol de Corea creó en 1983 una competición estrictamente profesional, la primera de este tipo en Asia, a la que llamó Super Liga de Corea.
Para establecer los primeros participantes, se tuvo en cuenta tanto a franquicias estrictamente profesionales como a clubes procedentes de las ligas empresariales. Los conglomerados surcoreanos (chaebol) mantuvieron su patrocinio en el nombre de los equipos, del mismo modo que sucedía en la Organización Coreana de Béisbol. Además, cada club representaba a una zona del país, en lugar de centrarse en una ciudad específica. En total, se admitieron cinco miembros: dos completamente profesionales (Hallelujah FC y Yukong Kokkiri) y tres procedentes de las ligas de fútbol empresariales (Daewoo, Kookmin Bank FC y POSCO).
La primera temporada se celebró desde el 8 de mayo hasta el 25 de septiembre de 1983, con un formato de liga regular con 16 jornadas. En vez de jugarlas en casa y a domicilio, se disputaron series en las ciudades más pobladas para así expandir el deporte en todo el país. El campeón fue el Hallelujah y el jugador más valioso fue Park Sung-wha.

### Desarrollo del campeonato
La liga coreana registró en su primer año una buena asistencia a los estadios, con una media de 20 000 espectadores, lo que motivó la incorporación de nuevos clubes en 1984 con la llegada de Hyundai Horang-i, Hanil Bank FC y Lucky-Goldstar, todos ellos profesionales y controlados por grandes empresas nacionales. Se gestó un sistema de fases de apertura y clausura, con series en las ciudades más importantes, donde los campeones de cada fase se enfrentarían en una final a ida y vuelta. En ese tiempo se produjo también la llegada de los primeros jugadores internacionales, como la estrella tailandesa Piyapong Pue-on o el neerlandés Rob Landsbergen.
Aunque el sistema de series se mantuvo en las primeras temporadas, la asistencia a los campos descendió e incluso algunos clubes, como el Hallelujah o el Hanil Bank, renunciaron a la competencia profesional. Por ello se redujo el número de participantes en las siguientes temporadas, con distintos sistemas de competición para atraer al público. A partir de 1987 se establecieron franquicias con ciudad y estadio propios, en lugar de las series en ciudades.
A nivel deportivo, la liga surcoreana fue un éxito porque se mejoraron los resultados en competiciones internacionales. La selección de Corea del Sur certificó su clasificación para la Copa Mundial de Fútbol de 1986 y se convirtió en una potencia del fútbol asiático. En cuanto a los clubes, Daewoo Royals fue el primer equipo surcoreano que ganó un torneo internacional, el Campeonato Asiático de Clubes de 1985. Dentro de la Confederación Asiática de Fútbol, países como Japón y China se fijaron en el modelo surcoreano para crear sus propios torneos profesionales.

### Reconversión en K-League

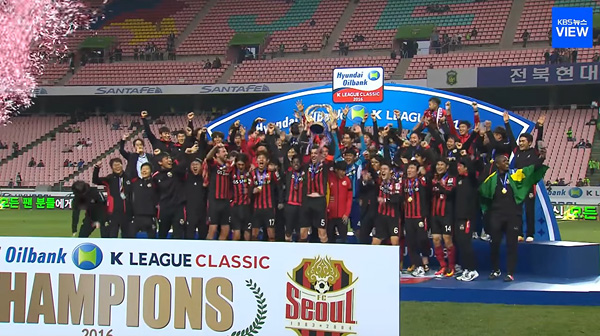
Los jugadores del Football Club Seoul celebran la liga obtenida en 2016.

Corea del Sur mantuvo un modelo reducido de participantes hasta 1996, año en que —junto a Japón— le fue otorgada la organización de la Copa Mundial de Fútbol de 2002. El campeonato aumentó la participación hasta los diez equipos en 1997, permitió que se pudieran fichar hasta tres jugadores extranjeros, y estableció un sistema de liga regular con play-off por el título. Para crecer en número de seguidores, se estrecharon los vínculos con las ciudades y provincias que acogían a las franquicias. Y en 1997 la liga cambió su nombre comercial por el de K-League.
El éxito de Corea del Sur en su propia Copa Mundial, donde el país llegó hasta semifinales y quedó en cuarta posición, fue un estímulo para la popularidad del fútbol y la liga nacional. La organización se propuso que cada provincia del país contase con su propio equipo, por lo que permitió la inscripción de nuevos clubes. Por un lado se impulsó el traslado de franquicias a las ciudades más pobladas, caso de FC Seoul (2004). Y por otro lado surgieron equipos sin relación con empresas como el Daejeon Citizen, el primer club de socios de Corea. Además, el equipo del ejército surcoreano fue admitido con condiciones en 2003 para evitar que el desarrollo de los futbolistas se viese truncado por el servicio militar obligatorio.
Con su consolidación en el deporte surcoreano, la K-League tuvo que afrontar nuevos retos. A mediados de la temporada 2011 se vio envuelta en un escándalo por amaño de apuestas que terminó con 31 personas condenadas entre jugadores, corredores y personal administrativo. Tras alcanzar los 16 equipos participantes en 2012, la liga implementó una segunda categoría (K League Challenge) con ascensos y descensos a partir de la temporada 2013.

## Participantes
La K League 1 está compuesta por doce clubes. A lo largo de su historia el torneo ha contado con 22 participantes diferentes, si bien la mayoría han sufrido cambios de denominación, propiedad e incluso de ciudad. Tan solo un equipo ha conseguido disputar todas las ediciones: el Pohang Steelers (fundado como POSCO Dolphins).

### Temporada 2025
| FC Anyang                                | Anyang    | Ryu Byeong-hoon | Chung Kyung-ho       | Anyang Stadium                | 17 143 |
| Daegu                                    | Daegu     | Choi Won-kwon   | Lee Keun-ho          | DGB Daegu Bank Park           | 12 415 |
| Daejeon Hana Citizen                     | Daejeon   | Lee Min-sung    | Lee Chang-geun       | Mundialista de Daejeon        | 40 535 |
| Gimcheon Sangmu                          | Gimcheon  | Chung Jung-yong | Wong Du-jae          | Municipal de Gimcheon         | 25 000 |
| Gangwon                                  | Gangneung | Chung Kyung-ho  | Ahn Young-Kyu        | Mundialista de Gwangju        | 44 118 |
| Gwangju                                  | Gwangju   | Lee Jung-hyo    | Ahn Young-kyu        | Mundialista de Gwangju        | 44 118 |
| Jeju United                              | Seogwipo  | Nam Ki-il       | Ahn Hyun-beom        | Mundialista de Jeju           | 42 300 |
| Jeonbuk Hyundai Motors                   | Jeonju    | Kim Sang-sik    | Park Jin-seob        | Mundialista de Jeonju         | 42 477 |
| Pohang Steelers                          | Pohang    | Kim Gi-dong     | Shin Kwang-hoon      | Steel Yard                    | 20 000 |
| Seúl                                     | Seúl      | An Ik-soo       | Stanislav Iljutcenko | Mundialista de Seúl           | 66 704 |
| Suwon                                    | Suwon     | Kim Do-kyun     | Yoon Bit-garam       | Complejo Deportivo de Suwon   | 24 600 |
| Ulsan Hyundai                            | Ulsan     | Hong Myung-bo   | Jung Seung-hyun      | Estadio de Fútbol Ulsan Munsu | 44 466 |
| Datos actualizados al 8 de enero de 2025 |           |                 |                      |                               |        |

## Sistema de competición
La Primera División surcoreana es un torneo organizado y regulado (conjuntamente con la K League 2) por la K League, una asociación deportiva integrada por los clubes que participan en las categorías profesionales. La competición se disputa anualmente, empezando en marzo y terminando a finales de octubre del mismo año, y en ella participan 12 equipos.
La participación en la K League está limitada por un sistema de inscripción: los miembros deben cumplir unos requisitos impuestos por la organización. Desde 2004 se ha tratado de mantener un equilibrio territorial entre las distintas regiones del país. Del mismo modo, el sistema de ascensos y descensos está limitado a los clubes que forman parte de la asociación.
Siguiendo un sistema de liga, la competición consta de dos fases. En la primera fase, los 12 equipos se enfrentarán todos contra todos en dos ocasiones: una en campo propio y otra en campo contrario, hasta sumar 22 jornadas. El orden de los encuentros se decide por sorteo antes de empezar la competición. En función de su clasificación, los equipos deberán enfrentar una segunda fase por el título (primero al sexto clasificado) y otra por la permanencia (séptimo al duodécimo clasificado), quedándose con los puntos que ya tenían. En esta última ronda, los clubes de cada grupo también se enfrentan en dos ocasiones hasta sumar 32 jornadas.
La clasificación final se establece con arreglo a los puntos totales obtenidos por cada equipo al finalizar el campeonato. Los equipos obtienen tres puntos por cada partido ganado, un punto por cada empate y ningún punto por los partidos perdidos. Si al finalizar el campeonato dos equipos igualan a puntos, los mecanismos para desempatar la clasificación son los siguientes:
1. El que tenga una mayor diferencia entre goles a favor y en contra según el resultado de los partidos jugados entre ellos.
2. El que tenga la mayor diferencia de goles a favor teniendo en cuenta todos los obtenidos y recibidos en el transcurso de la competición.
3. El que haya marcado más goles.

El equipo que más puntos sume al final del campeonato será proclamado campeón de Liga. El último clasificado desciende a K League 2 y es reemplazado por el campeón de esa división, mientras que el penúltimo disputará una promoción de ida y vuelta frente al subcampeón de la segunda categoría.
En lo que respecta a competiciones internacionales, el campeón de liga y el segundo clasificado obtienen plaza para la fase de grupos de la Liga de Campeones de la AFC. El tercer clasificado, así como el campeón del grupo por la permanencia, disputarán la ronda previa de la Liga de Campeones.

### Inscripción de futbolistas extranjeros
Se consideran jugadores nacionales a todos los futbolistas de la península de Corea, ya sean surcoreanos o norcoreanos, porque Corea del Sur no reconoce a Corea del Norte.
Igual que otros campeonatos asiáticos, la K League 1 restringe la contratación de futbolistas extranjeros. Actualmente se permiten cinco extranjeros por equipo: tres de cualquier país, una cuarta para jugadores de la Confederación Asiática (AFC), y otra extra para jugadores del Sudeste Asiático (ASEAN). Los únicos equipos que no pueden inscribir extranjeros son el Sangju Sangmu (el equipo de las Fuerzas Armadas) y el Ansan Mugunghwa (el equipo de la Policía Nacional). La contratación de porteros extranjeros está prohibida desde 1999.
En la temporada inaugural de 1983 solo hubo dos jugadores extranjeros, ambos de Brasil. Sin embargo, el número ha ido aumentando con el paso del tiempo. La primera estrella internacional fue Piyapong Pue-on, delantero de Tailandia y máximo goleador en 1985. También destacaron Rade Bogdanović, que hizo carrera en Pohang Steelers antes de marcharse a Europa, y Valeri Sarychev, guardameta tayiko que se nacionalizó coreano en 2000 y fue una figura relevante en la década de 1990. 
El número de plazas extranjeras está regulado por la K League y por el reglamento de la AFC. De forma excepcional, las temporadas de 2001 y 2002 permitieron hasta siete extranjeros por equipo, con el propósito de aumentar el nivel competitivo con vistas a la Copa Mundial de Fútbol de 2002.

### Sistema de puntuación
El sistema de puntuación es el estándar establecido por FIFA: tres puntos por victoria, uno por empate y ninguno por derrota. Sin embargo, la K League 1 ha tenido a lo largo de su historia otras formas de premiar las victorias:
- 1983: Dos puntos por victoria y uno por empate.
- 1984: Tres puntos por victoria, dos por empate con goles, uno por empate a cero (en aquella época, casi todos los países otorgaban dos puntos por victoria).
- 1985 a 1992: Dos puntos por victoria, uno por empate.
- 1993: Cuatro puntos por victoria, dos por victoria en penaltis, uno por derrota en penaltis. No hay empates.
- 1994 a 1997: Tres puntos por victoria, uno por empate.
- 1998 a 1999: Tres puntos por victoria, dos puntos por victoria en tiempo suplementario (con gol de oro), uno por victoria en penaltis. No hay empates.
- 2000: Tres puntos por victoria en tiempo reglamentario o en suplementario, dos puntos por victoria en penaltis. No hay empates.
- Desde 2001: Tres puntos por victoria, uno por empate.

## Historial de campeonatos

### Campeones por temporada
| Temporada                                 | Campeón                                   | Subcampeón                                | Notas                                                                                  |
| Campeonato Profesional de Fútbol de Corea | Campeonato Profesional de Fútbol de Corea | Campeonato Profesional de Fútbol de Corea | Campeonato Profesional de Fútbol de Corea                                              |
| ----------------------------------------- | ----------------------------------------- | ----------------------------------------- | -------------------------------------------------------------------------------------- |
| 1983                                      | Hallelujah FC                             | Daewoo FC                                 | Liga de 5 equipos. Las jornadas se disputan en series por ciudad.                      |
| 1984                                      | Daewoo Royals                             | Yukong Kokkiri                            | Liga ampliada a 8 equipos.                                                             |
| 1985                                      | Lucky-Goldstar Hwangso                    | POSCO Atoms                               |                                                                                        |
| 1986                                      | POSCO Atoms                               | Lucky-Goldstar Hwangso                    | Liga reducida a 6 equipos.                                                             |
| 1987                                      | Daewoo Royals                             | POSCO Atoms                               | Liga reducida a 5 equipos. Las jornadas se disputan en la ciudad ligada al club.       |
| 1988                                      | POSCO Atoms                               | Hyundai Horang-i                          |                                                                                        |
| 1989                                      | Yukong Kokkiri                            | Lucky-Goldstar Hwangso                    | Liga ampliada a 6 equipos.                                                             |
| 1990                                      | Lucky-Goldstar Hwangso                    | Daewoo Royals                             |                                                                                        |
| 1991                                      | Daewoo Royals                             | Hyundai Horang-i                          |                                                                                        |
| 1992                                      | POSCO Atoms                               | Ilhwa Chunma                              |                                                                                        |
| 1993                                      | Ilhwa Chunma                              | LG Cheetahs                               |                                                                                        |
| 1994                                      | Ilhwa Chunma                              | Yukong Kokkiri                            | Liga ampliada a 7 equipos.                                                             |
| 1995                                      | Ilhwa Chunma                              | Pohang Atoms                              | Liga ampliada a 8 equipos. Torneo de Apertura y Clausura con final.                    |
| 1996                                      | Ulsan Hyundai Horang-i                    | Suwon Samsung Bluewings                   | Liga ampliada a 9 equipos.                                                             |
| 1997                                      | Pusan Daewoo Royals                       | Chunnam Dragons                           | Liga ampliada a 10 equipos. Sistema de todos contra todos.                             |
| K League                                  |                                           |                                           |                                                                                        |
| 1998                                      | Suwon Samsung Bluewings                   | Ulsan Hyundai Horang-i                    | Liga ampliada a 10 equipos. Liga regular y play-off por el título.                     |
| 1999                                      | Suwon Samsung Bluewings                   | Bucheon SK                                |                                                                                        |
| 2000                                      | Anyang LG Cheetahs                        | Bucheon SK                                |                                                                                        |
| 2001                                      | Seongnam Ilhwa Chunma                     | Anyang LG Cheetahs                        | Sistema de todos contra todos.                                                         |
| 2002                                      | Seongnam Ilhwa Chunma                     | Ulsan Hyundai Horang-i                    |                                                                                        |
| 2003                                      | Seongnam Ilhwa Chunma                     | Ulsan Hyundai Horang-i                    | Liga ampliada a 12 equipos.                                                            |
| 2004                                      | Suwon Samsung Bluewings                   | Pohang Steelers                           | Liga ampliada a 13 equipos. Torneo de Apertura y Clausura con play-off por el título.. |
| 2005                                      | Ulsan Hyundai Horang-i                    | Incheon United                            |                                                                                        |
| 2006                                      | Seongnam Ilhwa Chunma                     | Suwon Samsung Bluewings                   | Liga ampliada a 14 equipos.                                                            |
| 2007                                      | Pohang Steelers                           | Seongnam Ilhwa Chunma                     | Liga regular y play-off por el título.                                                 |
| 2008                                      | Suwon Samsung Bluewings                   | FC Seoul                                  |                                                                                        |
| 2009                                      | Jeonbuk Hyundai Motors                    | Seongnam Ilhwa Chunma                     | Liga ampliada a 15 equipos.                                                            |
| 2010                                      | FC Seoul                                  | Jeju United                               |                                                                                        |
| 2011                                      | Jeonbuk Hyundai Motors                    | Ulsan Hyundai                             | Liga ampliada a 16 equipos.                                                            |
| 2012                                      | FC Seoul                                  | Jeonbuk Hyundai Motors                    | Sistema de todos contra todos.                                                         |
| K League Classic                          |                                           |                                           |                                                                                        |
| 2013                                      | Pohang Steelers                           | Ulsan Hyundai                             | Liga reducida a 14 equipos; creación de la Segunda División.                           |
| 2014                                      | Jeonbuk Hyundai Motors                    | Suwon Samsung Bluewings                   | Liga reducida a 12 equipos.                                                            |
| 2015                                      | Jeonbuk Hyundai Motors                    | Suwon Samsung Bluewings                   |                                                                                        |
| 2016                                      | FC Seoul                                  | Jeonbuk Hyundai Motors                    |                                                                                        |
| 2017                                      | Jeonbuk Hyundai Motors                    | Jeju United                               |                                                                                        |
| K League 1                                |                                           |                                           |                                                                                        |
| 2018                                      | Jeonbuk Hyundai Motors                    | Gyeongnam FC                              |                                                                                        |
| 2019                                      | Jeonbuk Hyundai Motors                    | Ulsan Hyundai                             |                                                                                        |
| 2020                                      | Jeonbuk Hyundai Motors                    | Ulsan Hyundai                             |                                                                                        |
| 2021                                      | Jeonbuk Hyundai Motors                    | Ulsan Hyundai                             | Récord de más títulos seguidos                                                         |
| 2022                                      | Ulsan Hyundai                             | Jeonbuk Hyundai Motors                    |                                                                                        |
| 2023                                      | Ulsan Hyundai                             | Pohang Steelers                           |                                                                                        |
| 2024                                      | Ulsan HD                                  | Gangwon FC                                |                                                                                        |
| 2025                                      |                                           |                                           |                                                                                        |

## Palmarés
| Club                       | Títulos | Subcamp. | Años de los campeonatos                              |
| -------------------------- | ------- | -------- | ---------------------------------------------------- |
| Jeonbuk Hyundai Motors FC  | 9       | 3        | 2009, 2011, 2014, 2015, 2017, 2018, 2019, 2020, 2021 |
| Seongnam FC                | 7       | 3        | 1993, 1994, 1995, 2001, 2002, 2003, 2006             |
| FC Seoul                   | 6       | 5        | 1985, 1990, 2000, 2010, 2012, 2016                   |
| Ulsan HD FC                | 5       | 10       | 1996, 2005, 2022, 2023, 2024                         |
| FC Pohang Steelers         | 5       | 5        | 1986, 1988, 1992, 2007, 2013                         |
| Suwon Samsung Bluewings FC | 4       | 4        | 1998, 1999, 2004, 2008                               |
| Busan IPark FC             | 4       | 3        | 1984, 1987, 1991, 1997                               |
| Jeju United FC             | 1       | 5        | 1989                                                 |
| Hallelujah FC              | 1       | —        | 1983                                                 |
| Jeonnam Dragons FC         | —       | 1        |                                                      |
| Incheon United FC          | —       | 1        |                                                      |
| Gyeongnam FC               | —       | 1        |                                                      |
| Gangwon FC                 | —       | 1        |                                                      |

## Estadísticas

### Clasificación histórica
| Pos | Club                    | Temp. | Puntos | PJ   | PG  | PE  | PP   | Títulos | % Título | % Partic. |
| --- | ----------------------- | ----- | ------ | ---- | --- | --- | ---- | ------- | -------- | --------- |
| 1   | Ulsan Hyundai           | 40    | 1886   | 1213 | 509 | 359 | 345  | 3       | 7.32     | 7.5       |
| 2   | Pohang Steelers         | 41    | 1876   | 1229 | 506 | 358 | 365  | 5       | 12.2     | 12.2      |
| 3   | F. C. Seúl              | 40    | 1752   | 1205 | 461 | 369 | 375  | 6       | 14.63    | 15        |
| 4   | Jeju United             | 40    | 1572   | 1190 | 403 | 363 | 424  | 1       | 2.44     | 2.5       |
| 5   | Jeonbuk Hyundai Motors  | 29    | 1460   | 877  | 413 | 230 | 234  | 9       | 21.95    | 31.03     |
| 6   | Seongnam F. C.          | 32    | 1411   | 1011 | 370 | 301 | 340  | 7       | 17.07    | 21.88     |
| 7   | Suwon Samsung Bluewings | 28    | 1327   | 852  | 364 | 235 | 253  | 4       | 9.76     | 14.29     |
| 8   | Busan IPark             | 34    | 1275   | 991  | 323 | 306 | 362  | 4       | 9.76     | 11.76     |
| 9   | Jeonnam Dragons         | 24    | 920    | 733  | 232 | 224 | 1277 | 1       | 2.44     | 4.17      |
| 10  | Incheon United          | 19    | 782    | 629  | 187 | 221 | 221  | 1       | 2.44     | 5.26      |

## Distinciones individuales
Al final de cada temporada, la K League concede premios a los mejores jugadores del año. Los galardones se entregan en una gala especial. El más importante es el premio al jugador más valioso (MVP) de la temporada, que se otorga desde 1983.
Actualmente, la liga entrega cinco galardones individuales y confecciona un once inicial con los mejores jugadores de la K League. Los premios de la liga no tienen ninguna relación con los otorgados por la Asociación de Fútbol de Corea.

## Otras competiciones
- K League
- K League 2
- Korean FA Cup